# Actis (California)
Actis es un área no incorporada ubicada en el condado de Kern en el estado estadounidense de California.Se encuentra a unos 10 kilómetros al norte de Rosamond, a una elevación de 781 metros. 

## Geografía
Actis se encuentra ubicada en las coordenadas 34°57′31″N 118°8′55″O / 34.95861, -118.14861.